# Vaudoncourt (Vosges)
Vaudoncourt ist eine kleine französische Gemeinde mit 151 Einwohnern (Stand: 1. Januar 2022) im Département Vosges in der Region Grand Est (bis 2015 Lothringen). Sie gehört zum Arrondissement Neufchâteau und zum Gemeindeverband Terre d’Eau.

## Geografie
Vaudoncourt liegt am nordöstlichen Rand der Landschaft Bassigny, etwa 15 Kilometer westlich von Vittel. Durch die Gemeinde fließt der Ruisseau de Vaudoncourt, ein Nebenfluss des Anger. Umgeben wird Vaudoncourt von den Nachbargemeinden Morville im Norden, Auzainvilliers im Nordosten, Bulgnéville im Südosten, Aingeville im Südwesten sowie Malaincourt im Westen.

## Bevölkerungsentwicklung
| Jahr      | 1962 | 1968 | 1975 | 1982 | 1990 | 1999 | 2012 | 2022 |
| Einwohner | 114  | 97   | 96   | 132  | 139  | 117  | 163  | 151  |

Im Jahr 1846 wurde mit 265 Bewohnern die bisher höchste Einwohnerzahl ermittelt. Die Zahlen basieren auf den Daten von cassini.ehess und INSEE.

## Sehenswürdigkeiten

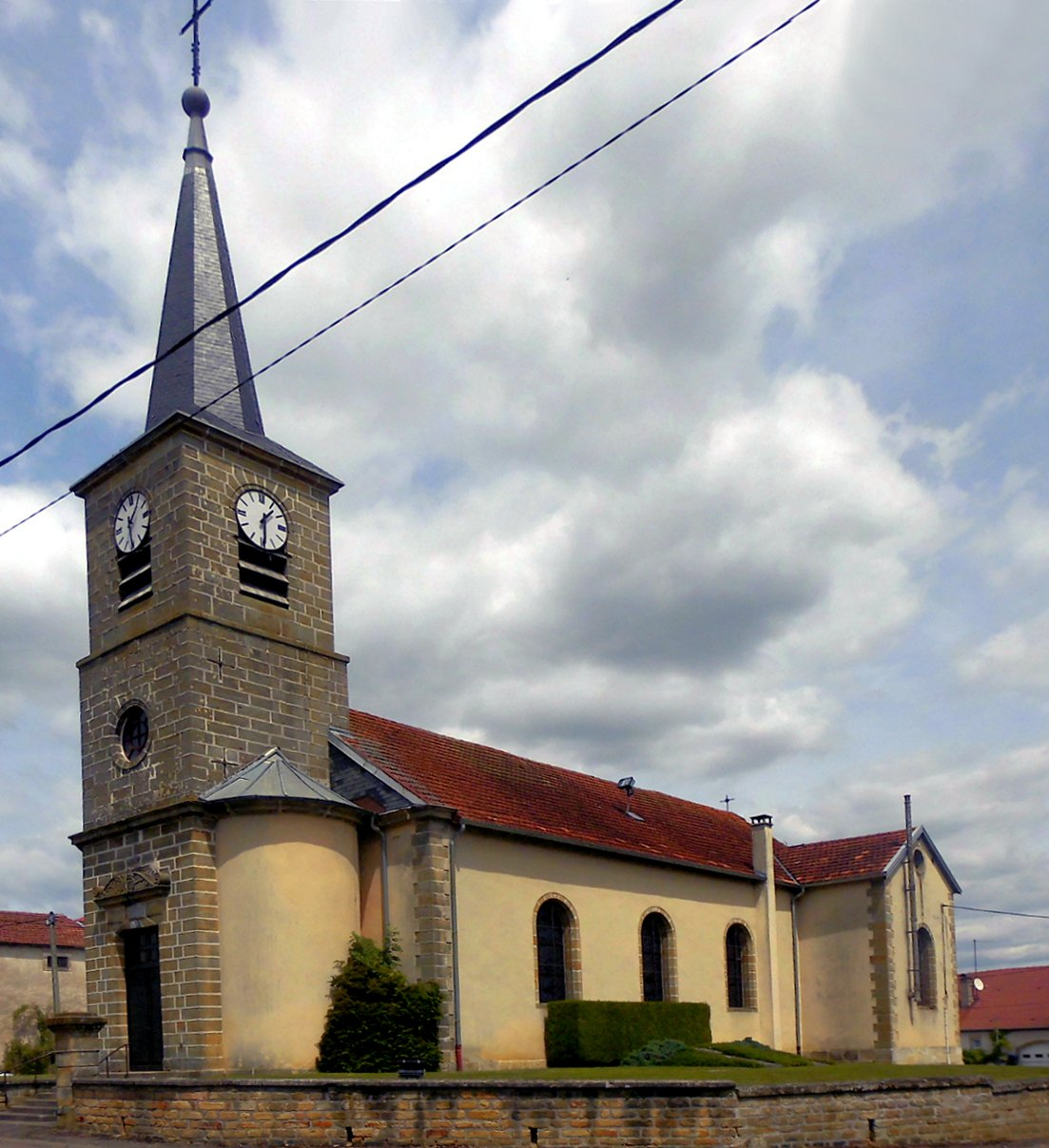
Kirche St. Bartholomäus

- Kirche Saint-Barthélemy
- Brunnen
- Croix Saint-Nicolas, Flurkreuz

## Wirtschaft und Infrastruktur
In Vaudoncourt sind fünf Landwirtschaftsbetriebe ansässig (Rinder-, Ziegen- und Schafzucht, Milchviehhaltung).
Zweieinhalb Kilometer östlich von Vaudoncourt besteht Anschluss an die Autoroute A31 (Ausfahrt Bulgnéville).

## Belege
1. ↑  Vaudoncourt auf annuaire-mairie.fr
2. ↑  Vaudoncourt auf insee.fr
3. ↑  Vaudoncourt auf cassini.ehess
4. ↑  Vaudoncourt auf INSEE
5. ↑  Landwirtschaftsbetriebe auf annuaire-mairie.fr (französisch)